# Glyptoscelis prosopis
Glyptoscelis prosopis är en skalbaggsart som beskrevs av Schaeffer 1905. Glyptoscelis prosopis ingår i släktet Glyptoscelis och familjen bladbaggar. Inga underarter finns listade i Catalogue of Life.